# Республика Южно-Молуккских островов

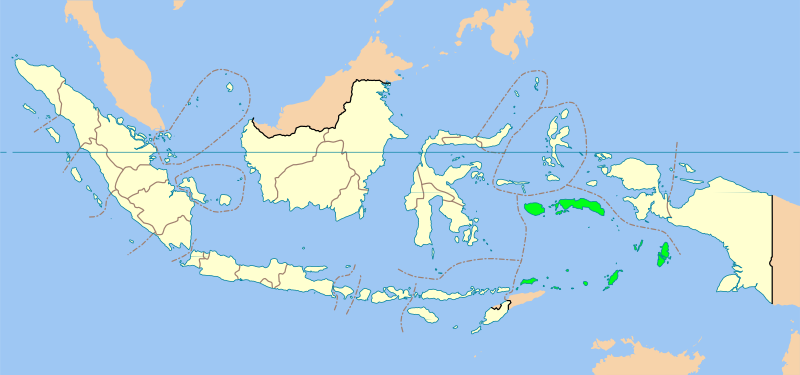
Территория, на которую претендовали сепаратисты (выделена зелёным)

Респу́блика Ю́жно-Молу́ккских острово́в (индон. Republik Maluku Selatan) — самопровозглашённое в 1950 году сепаратистами на острове Амбон государство. В настоящее время в Нидерландах существует «правительство в изгнании».

## История
27 декабря 1949 года Нидерланды передали суверенитет над Голландской Ост-Индией, за исключением Нидерландской Новой Гвинеи (ныне Западный Ириан в составе Индонезии) правительству Соединённых Штатов Индонезии. Южно-Молуккские острова в тот момент входили в состав государства Восточная Индонезия, вошедшего в состав объединённого индонезийского государства.
Несмотря на название нового индонезийского государства, его основатель Сукарно хотел сделать его унитарным, а не федеральным, без учёта религиозных и этнических различий. В ответ на это христиане, проживавшие на Южно-Молуккских островах, решили отделиться от преимущественно мусульманской Индонезии. 25 апреля 1950 года в г. Амбон была провозглашена республика Малуку-Селатан с руководством в следующем составе:
- президент: бывший губернатор округа Йоханес Герман Манухуту (умер 3 мая 1950 года)
- премьер-министр: Альберт Вайрисаль
- министр иностранных дел: Крис Сумокиль[англ.] (с 3 мая 1950 года президент)
- министр образования: Йохан Манусама[англ.] (в течение 2 месяцев также министр обороны)

17 августа 1950 года президент Сукарно провозгласил унитарную Республику Индонезию. Помимо южномолуккцев, против Сукарно выступили и представители некоторых других территорий. После переговоров и блокады 28 сентября 1950 года началась Индонезийская война: индонезийские войска высадились на остров Амбон. Через Нидерландскую Новую Гвинею (ныне Западный Ириан в составе Индонезии) сепаратисты тщетно обращались за военной помощью к Нидерландам. Примерно через месяц после вступления индонезийских войск, 5 ноября 1950 года, под их ударами пала столица сепаратистов город Амбон. Правительство сепаратистов бежало на близлежащий остров Серам, где под руководством Сумокиля развернулась партизанская война против индонезийцев.
В 1951 году около 4000 военнослужащих KNIL вместе со своими семьями (всего около 12 500 человек) отправились на «временное пребывание» в Нидерланды, получив статус нидерландских военнослужащих. При этом по окончании Второй мировой войны в Нидерландах царил жилищный кризис, и солдаты с семьями были помещены в казармы на территории бывшего концлагеря Вестерборк.
Индонезийские военные арестовали Сумокиля 2 декабря 1963 г. на острове Серам, после чего партизанская война быстро прекратилась. 11 марта 1966 г. генерал Сухарто захватил власть в Индонезии, сместив Сукарно, и всего месяц спустя, 12 апреля 1966 г., Сумокиль был казнён. После его смерти новым «президентом в изгнании» был назначен живущий в Нидерландах Манусама, хотя его полномочия несколько лет оспаривал «генерал» Исаак Юлиус Тамаэла.

## Теракты в Нидерландах
Глава «правительства в изгнании» Манусама оказался не в состоянии предотвратить экстремистские акты молодёжи — выходцев с Молуккских островов, недовольных своим положением в Нидерландах.
- 1966 — в ночь после прибытия в Нидерланды вместе с сыном вдовы Сумокиля, одного из лидеров сепаратистов, толпа экстремистов подожгла индонезийское посольство в Гааге 26 июля 1966 г.
- 1970 — южномолуккская молодёжь осадила 31 августа жильё индонезийского посла в Вассенааре.
- 1974
  - Накануне наступления 1975 г. окончилась неудачей попытка захвата в заложники королевы Юлианы.
- 1975
  - со 2 декабря по 14 декабря под Вейстером были захвачены в заложники пассажиры поезда. Кроме того, с 4 декабря находилось в осаде индонезийское консульство в Амстердаме.
- 1977 — 23 мая были захвачены заложники в поезде под Де Пюнтом и в младшей школе в Бовенсмилде. Оба события закончились вооружённым вмешательством полиции и армии — были убиты террористы, но пострадали и некоторые заложники.
- 1978 — последняя насильственная акция со смертельным исходом — захват заложников в Доме провинции Ассен. В первый день был застрелен чиновник. На следующий день здание взято штурмом, при этом ещё один чиновник получил смертельные ранения.

Во время указанных событий Манусама, доктор Самуэль Метиарей, доктор Хассан Тан и вдова Сумокиля выступали посредниками в переговорах с террористами.
- 2000 — в день поминовения покойных в Амстердаме 4 мая полиция обнаружила на крыше одного из зданий несколько снайперов.

## Государственная символика и атрибуты
Государственная символика республики использовалась в сувенирной продукции с изображением флага и герба.
Был написан гимн страны.
Выпускались почтовые марки с надписью «Pos Republik Maluku Selatan» с указанием номинала, например, «50 К», без обозначения года.